# Willow Springs (Illinois)
Willow Springs – wieś w Stanach Zjednoczonych, w stanie Illinois, w hrabstwie Cook.